# Rahad
De Rahad (Arabisch: نهر الرهد; in de bovenloop ook Sjinfa genoemd) is een zijrivier van de Blauwe Nijl. De rivier heeft een lengte van 480 kilometer en stroomt door Ethiopië en Soedan. In de droge tijd staat de rivier droog, maar in de regentijd van juni tot oktober bevat de rivier water.
De Rahad ontspringt in het Ethiopisch Hoogland, 70 kilometer ten westen van het Tanameer. De rivier stroomt in noordwestelijke richting Soedan in en vormt over een afstand van ongeveer 10 km de grens tussen Ethiopië en Soedan. In Soedan is de rivier de noordgrens van Nationaal park Dinder. Ten noorden van de stad Wad Madani mondt de Rahad uit in de Blauwe Nijl.
- Library of Congress Control Number: sh88004838
- Nationale Bibliotheek van Israël: 987007548725605171